# Rodolfo Muller

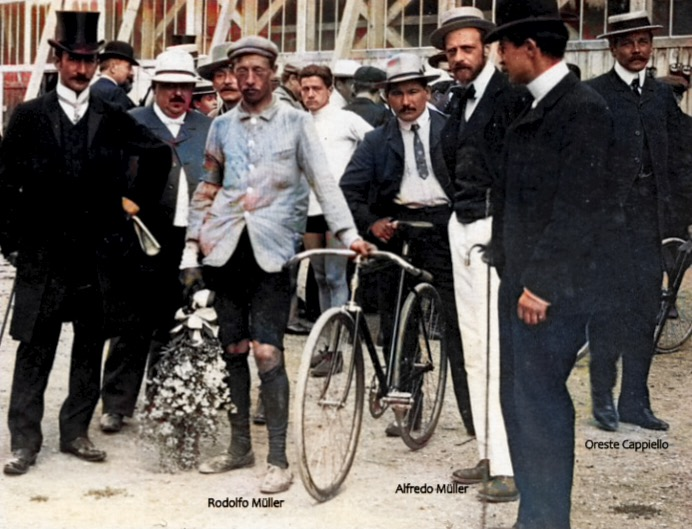
Rodolfo Muller am Ziel der Tour 1903, rechts neben ihm sein Bruder Alfredo

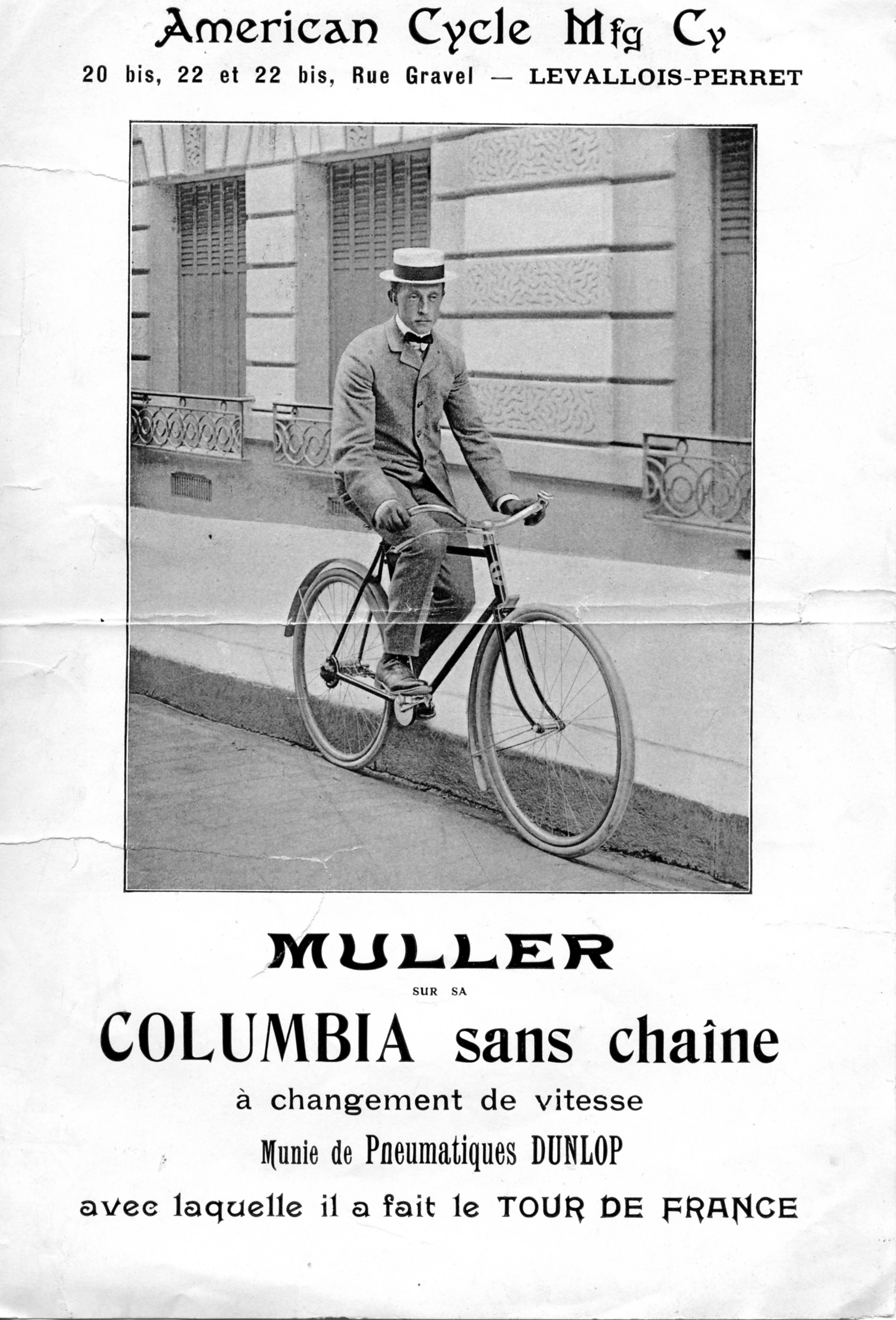
Muller in einer Werbung für Columbia-Räder ohne Kette mit Dunlop-Reifen

Carlo Edoardo Rodolfo Muller (auch Rodolphe Muller bzw. Rudolf Müller; * 12. August 1876 in Livorno; † 11. September 1947 in Paris) war ein italienisch-französischer Radsportler und Sportjournalist. Er war der einzige Italiener, der 1903 an der ersten Tour de France teilnahm.

## Biographie
Rodolfo Muller war Sohn einer wohlhabenden bürgerlichen Familie schweizerisch-deutscher Herkunft; er hatte sechs Geschwister. Einer seiner Brüder war Alfredo, später ein bekannter Maler. Sein Großvater, Gustavo, ein Bankier und Geschäftsmann, kam 1843 nach Livorno, wo er im Namen des Familienunternehmens (Kaffee und Baumwolle) eine Filiale eröffnete. Er war mit einer deutschen Frau verheiratet, deren Familie Geschäfte in Malta, Venedig und Mailand tätigte. Die Familie zog in Livorno in einen Palast, der heute noch existiert. Im Jahr 1890 führte der Zusammenbruch mehrerer Banken zum Ruin zahlreicher Handelshäuser, darunter auch der Firma Muller. Die Familie, die inzwischen die italienische Staatsbürgerschaft besaß, musste ihr Haus verkaufen und in eine Wohnung ziehen. Laut der Enkelin von Marie Emma Anna Muller, der Schwester von Rodolfo Muller, war diese seit 1910 mit dem amerikanischen Radrennfahrer Gus Lawson verheiratet; Lawson kam 1913 bei einem Sturz während eines Rennens auf der Riehler Radrennbahn in Köln ums Leben. Die Eheleute hatten drei Kinder.
Die Söhne der Familie Muller waren begeisterte Sportler; so gewann Alfredo Müller, der in Florenz studierte, 1890 die Meisterschaft des dortigen Vereins Società dei velocipedisti. Sein Bruder Rodolfo versuchte sich im Schlittschuhlaufen, Laufen und im Rudern, bis er sich auf den Radsport konzentrierte. 1896 zog er nach Paris und betätigte sich zunächst auf einem Mehrsitzer (Quadruplet) als Schrittmacher und Betreuer anderer Radsportler, unter anderem des Radsportlers Arthur Linton.  1897 bestritt er (soweit bekannt) sein erstes Rennen und wurde hinter Maurice Garin und Jules Dubois Dritter bei Paris–Cabourg. 1898 belegte er bei Paris–Roubaix Platz sechs; Garin, später Sieger der ersten Tour de France, gewann auch dieses Rennen.
In den folgenden Jahren bestritt der eher zierliche Rodolfo Muller zahlreiche Rennen auf Bahn und Straße; besonders gerne fuhr er lange Strecken. Im Jahr 1900 war er, da weiterhin italienischer Staatsbürger, Mitglied der italienischen Auswahlmannschaft, die an dem Radrennen teilnahm, das anlässlich der Weltausstellung Paris 1900, in deren Rahmen die Olympischen Spiele 1900 stattfanden, ausgetragen wurde. 1901 fuhr er für die italienische Profi-Mannschaft Clement und wurde Sechster bei Paris–Brest–Paris. Er wurde im selben Jahr Dritter des Gran Fondo, La Seicento von Mailand nach Turin über 540 Kilometer. Muller nahm dreimal am 24-Stunden-Rennen Bol d’Or teil und belegte 1903 den dritten Platz. Im darauffolgenden Jahr konnte er den vierten Platz belegen. 1902 wurde er Dritter bei Bordeaux–Paris.
Auch reiste er in die USA, um dort Sechstagerennen zu bestreiten. Darüber hinaus fuhr er immer wieder Fernstrecken und reiste mit Gaston Rivierre nach Russland, um an dem Rennen Moskau-Sankt Petersburg teilzunehmen.
Muller war eng mit dem Sportjournalisten Géo Lefèvre befreundet, der ihn dazu brachte, Kolumnen für die Sportzeitschrift L’Auto zu verfassen. Als Lefèvre und Henri Desgrange die Idee hatten, die Tour de France erstmals zu organisieren, war es Muller, der die Strecke plante. Er selbst fuhr 1903 die 2500 Kilometer Strecke mit dem Motorrad ab und erstellte einen Streckenplan mit Beschreibungen. Zu Trainingszwecken und finanziert von der Pope Manufacturing Company, die Columbia-Fahrräder ohne Kette vermarkten wollte, fuhr er die Strecke ein zweites Mal mit dem Rad und erreichte Paris ein paar Tage vor dem Start der eigentlichen Tour. Von seinen Erlebnissen auf dieser Fahrt berichtete er in sechs Folgen in L’Auto; die Artikel wurden 2024 zusammen mit seinen Zeichnungen und Fotos in einem Buch publiziert. Muller startete als einziger Italiener bei der ersten Tour de France und wurde mit 4:39:30 Stunden Rückstand auf den Sieger Garin Gesamtvierter. Das Fahrrad, das er auf dieser Tour benutzte, ist im belgischen Museum Koers in Roeselare ausgestellt.
1904 bestritt Muller mit Bordeaux–Paris sein letztes Radrennen, wurde aber wie andere Fahrer auch wegen „schwerwiegender Unregelmäßigkeiten“ für zwei Jahre disqualifiziert. Anschließend fuhr er Motorradrennen, etwa auf dem Circuit de Spa-Francorchamps.
Nach dem Ende seiner sportlichen Laufbahn arbeitete  Muller, der vier Sprachen beherrschte, als Chauffeur von Leihwagen und war europaweit unterwegs. Während des Ersten Weltkriegs gewann er 1917 und 1918 in Paris zwei Laufwettbewerbe für Sportler über 40 Jahre. Nach dem Krieg war er, inzwischen französischer Staatsbürger, als Journalist für die Wochenzeitung La Pedale tätig. Bis ins Alter traf er sich täglich mit dem Radsport-Kameraden Constant Huret, um mit diesem zu trainieren. Rodolfo Muller starb am 11. September 1947 in Paris im Alter von 71 Jahren.